# Legårdstjärnen, Närke
Legårdstjärnen är en sjö i Örebro kommun i Närke och ingår i Norrströms huvudavrinningsområde.